# ماتیاس کرانویتر
کلودیو ماتیاس کرانویتر (اسپانیایی: Claudio Matías Kranevitter‎؛ زادهٔ ۲۱ مهٔ ۱۹۹۳) بازیکن فوتبال اهل آرژانتین است.

## باشگاهی
از باشگاه‌هایی که در آن بازی کرده‌است می‌توان به ریور پلاته، اتلتیکو مادرید، سویا، زنیت سن پترزبورگ و مونتری اشاره کرد.

## تیم ملی
وی همچنین در تیم ملی فوتبال آرژانتین بازی کرده‌است.